# Thomas Woolson
Thomas Woolson (25 ottobre 1996) è un ex sciatore alpino statunitense.

## Biografia
Attivo in gare FIS dal novembre del 2008, in Nor-Am Cup Woolson ha esordito il 12 marzo 2012 a Stowe Mountain in slalom gigante (49º), ha ottenuto il miglior piazzamento il 5 gennaio 2019 a Mont-Sainte-Anne in slalom parallelo (5º) e ha preso l'ultima volta il via il 14 marzo 2019 a Burke Mountain in slalom speciale (35º). Si è ritirato al termine di quella stessa stagione 2018-2019 e la sua ultima gara è stata uno slalom speciale FIS disputato il 6 aprile a Burke Mountain, chiuso da Woolson al 10º posto; non ha debuttato in Coppa del Mondo né preso parte a rassegne olimpiche o iridate.

## Palmarès

### Nor-Am Cup
- Miglior piazzamento in classifica generale: 41º nel 2018

### Campionati statunitensi
- 1 medaglia:
  - 1 bronzo (combinata nel 2018)